# Llista d'episodis de Cowboy Bebop
Cowboy Bebop (カウボーイビバップ, Kaubōi Bibappu) és una sèrie de televisió que es va emetre a TV Tokyo i WOWOW entre el 3 d'abril de 1998 i el 23 d'abril de 1999. L'anime, adaptat del manga, va ser dirigit per Shinichiro Watanabe i realitzat pels estudis Sunrise i Bones. La sèrie consta de 26 episodis anomenats "sessions" (en anglès, sessions).
La sèrie fou estrenada pel canal K3 des del 22 de novembre de 2001 fins al 26 de desembre de 2001, reemetent-se posteriorment en el Canal 3XL. Molts episodis han estat titulats commemorant cançons famoses com: "Honky Tonk Woman", "Jamming with Edward", "Sympathy for the Devil", "Toys in The Attic", "Bohemian Rhapsody", "My Funny Valentine", "Speak Like a Child","Wild Horses", "Hard Luck Woman", "The Real Folk Blues", "Black Dog Serenade", etc. La resta dels episodis són titulats mitjançant la combinació d'algun estil musical amb elements del fil argumental, per exemple, "Mushroom Samba", "Cowboy Funk" i "Waltz for Venus". D'altra banda, els fets de la pel·lícula Cowboy Bebop: Knocking on Heaven's Door, transcorren entre els capítols 22 i 23 de la sèrie.

## Llista d'episodis
| # | Títol en català                                                                              | Data d'estrena al Japó            | Data d'estrena a Catalunya |
| --- | -------------------------------------------------------------------------------------------- | --------------------------------- | -------------------------- |
| 1 | El blues de l'asteroide Asuteroido Burūsu (アステロイド・ブルース)                           | 23 d'octubre de 1998 (TV WOWOW)   | 22 de novembre de 2001     |
| Jet i Spike persegueixen un traficant que ven una droga molt perillosa. Aviat descobrirem si Spike ha quedat enlluernat pels encants d'una futura mare, i si Jet serà capaç de resistir la força d'Ulls Vermells. |                                                                                              |                                   |                            |
| 2 | El gos del carrer Norainu no Sutoratto (野良犬のストラット)                                  | 3 d'abril de 1998 (TV Tokyo)      | 22 de novembre de 2001     |
| La cacera de Spike i Jet els porta al planeta Mart per trobar un lladre professional que ha robat un enginy corporatiu. Un capítol on es poden trobar diverses referències a la pel·lícula "Game of Death", de Bruce Lee. |                                                                                              |                                   |                            |
| 3 | La jugadora Honkī Tonku Wimen (ホンキィ・トンク・ウィメン)                                   | 10 d'abril de 1998 (TV Tokyo)     | 23 de novembre de 2001     |
| En un casino de Mart (planeta), Jet i Spike topen amb la perillosa delinqüent Faye Valentine. La Faye és dura i resisteix els intents d'Jet i de Spike i d'altres perseguidors de reduir-la. Està implicada en un negoci molt tèrbol, però amb quin bàndol està, en realitat? |                                                                                              |                                   |                            |
| 4 | Porta de fugida Geitowei Shaffuru (ゲイトウェイ・シャッフル)                                 | 13 de novembre de 1998 (TV WOWOW) | 26 de novembre de 2001     |
| El grup ecoterrorista Guerrers de l'Espai ataca un casino amb la intenció de posar un planeta sencer sota l'amenaça d'un virus experimental, però Spike i en Jet, atrets pels 25 milions que les autoritats ofereixen com a recompensa pel líder del grup, pensen impedir-ho. |                                                                                              |                                   |                            |
| 5 | La balada dels àngels caiguts Datenshi-tachi no Baraddo (堕天使たちのバラッド)               | 20 de novembre de 1998 (TV WOWOW) | 27 de novembre de 2001     |
| El passat persegueix Spike, que vol aconseguir la recompensa que s'ofereix per un membre dels Dracs Vermells. Però tot plegat és un parany i, per sortir-ne viu i salvar la impetuosa Faye, s'haurà d'enfrontar cara a cara amb el seu antic amic i company Vicious. |                                                                                              |                                   |                            |
| 6 | Compassió pel diable Akuma o Awaremu Uta (悪魔を憐れむ歌)                                    | 27 de novembre de 1998 (TV WOWOW) | 28 de novembre de 2001     |
| Tot perseguint una altra recompensa, Spike i Jet coneixen Wen, un nen prodigi de la música. Però de seguida s'adonen que no és una criatura del tot normal. Hi ha alguna relació entre Wen i la pedra que un moribund va donar a Spike? |                                                                                              |                                   |                            |
| 7 | La reina del heavy metal Hevi Metaru Kuīn (ヘヴィ・メタル・クイーン)                         | 17 d'abril de 1998 (TV Tokyo)     | 29 de novembre de 2001     |
| Spike coneix la camionera de l'espai VT, una dona forta i independent. Sembla que han de ser bons amics, fins que la VT descobreix que Spike és caçador de recompenses. Però es tornen a trobar, ja que la camionera persegueix un individu que ha agredit una amiga seva. Quan la cosa es posa lletja, tots dos han de deixar les diferències de banda. |                                                                                              |                                   |                            |
| 8 | El vals de Venus Warutsu Fō Vīnasu (ワルツ・フォー・ヴィーナス)                              | 24 d'abril de 1998 (TV Tokyo)     | 30 de novembre de 2001     |
| Ara que l'han reformat, Venus és un planeta molt bonic. Per desgràcia, hi ha gent que és al·lèrgica a les plantes flotants que hi han posat per mantenir el medi ambient. La tripulació de la Bebop hi persegueix una nova recompensa, i Spike ha acceptat, amb algunes reserves, en Roco com a nou alumne. Però en Roco no és el que sembla, ja que les autoritats també el busquen. És clar que tampoc és tan dolent com diuen. Què ha de fer, un caçador de recompenses, en aquesta situació? |                                                                                              |                                   |                            |
| 9 | Els embolics de l'Edward Jamingu Wizu Edowādo (ジャミング・ウィズ・エドワード)               | 1 de maig de 1998 (TV Tokyo)      | 3 de desembre de 2001      |
| Després de resoldre un complex misteri, la tripulació de la Bebop coneix el genial pirata informàtic Ed, que vol unir-s'hi. Però els caçadors de recompenses no tenen ganes d'arrossegar un adolescent que els pot fer més nosa que servei. L'Ed es proposa fer-los canviar d'opinió. |                                                                                              |                                   |                            |
| 10 | L'elegia de Ganimedes Ganimede Bojō (ガニメデ慕情)                                           | 8 de maig de 1998 (TV Tokyo)      | 4 de desembre de 2001      |
| La Bebop arriba a Ganimedes, l'astre natal d'en Jet, per deixar-hi un delinqüent capturat. L'escala suposa molts records dolorosos per en Jet. Mentre ell va a veure certa persona que coneix bé, Spike sap que la policia del satèl·lit de Júpiter ofereix una recompensa per un delinqüent local. El destí no acostuma a ser benèvol. |                                                                                              |                                   |                            |
| 11 | Les joguines de les golfes Yamiyo no Hevi Rokku (闇夜のヘヴィ・ロック)                       | 15 de maig de 1998 (TV Tokyo)     | 5 de desembre de 2001      |
| Hi ha un polissó a la Bebop: un estrany organisme que encomana una malaltia molt greu. Però què és, exactament? Un invasor alienígena? Un virus? Aviat li queden només Spike i l'Ed per infectar. |                                                                                              |                                   |                            |
| 12 | El jazz de Júpiter (I) Jupitā Jazu (Zenpen) (ジュピター・ジャズ(前編))                       | 22 de maig de 1998 (TV Tokyo)     | 6 de desembre de 2001      |
| La Faye ha abandonat la Bebop amb tots els diners que hi havia. Quan l'Ed posa mans a l'obra per trobar-la, de seguida apareix el nom de Júlia, i Spike surt a buscar la seva antiga amant. Mentrestant, la Faye troba companyia en un tal Gren a Blue Crow, una població on no hi ha dones. Sembla que en Vicious té alguna cosa a veure amb tot l'embolic. |                                                                                              |                                   |                            |
| 13 | El jazz de Júpiter (II) Jupitā Jazu (Kōhen) (ジュピター・ジャズ(後編))                       | 29 de maig de 1998 (TV Tokyo)     | 7 de desembre de 2001      |
| Tots els indicis assenyalen en Vicious. Spike busca la Júlia, Jet busca la Faye i la Faye aconsegueix que Gren reveli els seus secrets. Spike està desesperat i la Júlia continua sense aparèixer. Serà en Gren qui farà possible la solució del misteri abans que sigui massa tard? |                                                                                              |                                   |                            |
| 14 | Rapsòdia bohèmia Bohemian Rapusodi (ボヘミアン・ラプソディ)                                  | 5 de juny de 1998 (TV Tokyo)      | 10 de desembre de 2001     |
| S'estan produint una sèrie de robatoris, tecnològicament molt sofisticats, als peatges interestel·lars. Una generosa recompensa espera qui porti el culpable davant la justícia, però són detinguts més de 20 acusats. La tripulació de la Bebop vol capturar el cervell que hi ha darrere el conjunt de les operacions, però l'única pista que té és una peça d'escacs. |                                                                                              |                                   |                            |
| 15 | La divertida Valentine Mai Fanī Varentain (マイ・ファニー・ヴァレンタイン)                   | 12 de juny de 1998 (TV Tokyo)     | 11 de desembre de 2001     |
| Qui és, en realitat, aquesta noia valenta i perillosa que es diu Faye Valentine? Ni tan sols ella mateixa ho sap. L'únic que té clar és que la seva llegenda va començar fa més de 50 anys! |                                                                                              |                                   |                            |
| 16 | La serenata del gos negre Burakku Doggu Serenāde (ブラック・ドッグ・セレナーデ)              | 12 de febrer de 1999 (TV WOWOW)   | 12 de desembre de 2001     |
| El delinqüent que va fer perdre un braç al Jet segresta un vaixell presó. Ara, en Jet, àlies "Gos Negre", té l'oportunitat de saldar els comptes. I, un cop mossega, el "Gos Negre" no deixa anar la presa. |                                                                                              |                                   |                            |
| 17 | La samba dels bolets Masshurūmu Sanba (マッシュルーム・サンバ)                               | 19 de febrer de 1999 (TV WOWOW)   | 13 de desembre de 2001     |
| A la Bebop se li ha acabat el combustible i a la seva tripulació se li han acabat els diners i les provisions. Esperonats per la gana, l'Ed i l'Ein emprenen una aventura que es converteix en la cacera de les recompenses més estranya de la història. Què poden fer una noia de 13 anys i un gos superdotat contra els seus perillosos adversaris? Moltes coses. |                                                                                              |                                   |                            |
| 18 | Parla com una nena Supīku Raiku A Chairudo (スピーク・ライク・ア・チャイルド)                | 19 de juny de 1998 (TV Tokyo)     | 14 de desembre de 2001     |
| Arriba un paquet per la Faye i, com que ella no el vol obrir, Spike i Jet es prenen la llibertat de fer el tafaner. La recerca de l'equip necessari per desxifrar-lo els porta a les ruïnes de la Terra i al passat de la Faye. |                                                                                              |                                   |                            |
| 19 | Cavalls salvatges Wairudo Hōsesu (ワイルド・ホーセス)                                        | 5 de març de 1999 (TV WOWOW)      | 17 de desembre de 2001     |
| Mentre Spike porta la nau a revisar, en Jet, la Faye, l'Ed i l'Ein persegueixen els Pirates Espacials. Per desgràcia, aviat queden a mercè d'un virus informàtic. Spike els haurà de treure de la difícil situació en què es troben, però no té gaire temps. |                                                                                              |                                   |                            |
| 20 | Pierrot el boig Dōkeshi no Chinkonka (道化師の鎮魂歌)                                        | 12 de març de 1999 (TV WOWOW)     | 18 de desembre de 2001     |
| Spike és perseguit per un assassí boig amb increïbles poders sobrenaturals. El perillós criminal el convida a una festa i Spike no pot declinar la invitació. |                                                                                              |                                   |                            |
| 21 | Boogie woogie feng-shui Bugi Ugi Funshei (ブギ・ウギ・フンシェイ)                            | 19 de març de 1999 (TV WOWOW)     | 19 de desembre de 2001     |
| Jet ajuda la filla d'un antic conegut a intentar resoldre el misteri de la Pedra Solar. |                                                                                              |                                   |                            |
| 22 | Cowboy funk Kaubōi Fanku (カウボーイ・ファンク)                                              | 26 de març de 1999 (TV WOWOW)     | 20 de desembre de 2001     |
| El perillós Teddy Bomber es dedica a volar edificis. Quan Spike està a punt d'agafar-lo, arriba l'Andy, un altre caçador de recompenses. Qui s'imposarà en la lluita per la supremacia entre Spike i l'Andy? I qui capturarà en Teddy Bomber? |                                                                                              |                                   |                            |
| 23 | Brain scratch (rascada cerebral) Burein Sukuratchi (ブレイン・スクラッチ)                    | 2 d'abril de 1999 (TV WOWOW)      | 21 de desembre de 2001     |
| En un intent de fugir dels seus creditors, la Faye ha ingressat en una secta que proposa als seus membres que transfereixin l'ànima a un format electrònic i abandonin el cos. Però la policia busca el líder de la secta, a qui acusa de provocar el suïcidi dels adeptes. La tripulació de la Bebop ha de salvar la Faye i evitar que mori més gent. |                                                                                              |                                   |                            |
| 24 | El destí de la dona és dur Hādo Rakku Ūman (ハード・ラック・ウーマン)                        | 9 d'abril de 1999 (TV WOWOW)      | 24 de desembre de 2001     |
| La Faye continua intentant reconstruir el seu passat i la seva identitat. Altres membres de la tripulació tenen més sort que ella: l'Ed ha retrobat el seu pare, encara que té un petit problema de recompenses per resoldre. Evidentment, la identitat de l'home està sota sospita però, si realment és el seu pare, què farà, l'Ed? |                                                                                              |                                   |                            |
| 25 | L'autèntic folk blues (I) Za Riaru Fōku Burūsu (Zenpen) (ザ・リアル・フォークブルース(前編)) | 16 d'abril de 1999 (TV WOWOW)     | 25 de desembre de 2001     |
| Fa temps que Spike busca la Julia inútilment, però mai ha deixat de creure que trobarà el seu únic amor autèntic. Ara, finalment, el somni s'ha fet realitat. Però portarà felicitat o encara més tristor a la seva vida, aquest retrobament? |                                                                                              |                                   |                            |
| 26 | L'autèntic folk blues (II) Za Riaru Fōku Burūsu (Kōhen) (ザ・リアル・フォークブルース(後編)) | 23 d'abril de 1999 (TV WOWOW)     | 26 de desembre de 2001     |
| Spike convenç la Julia que se'n vagi amb ell i oblidi el passat per sempre. Però en Vicious, el seu antic amic, no està disposat a tolerar-ho. Spike i la Julia afronten el perill més gran de la seva vida. |                                                                                              |                                   |                            |

## Episodi perdut
Hi ha un "episodi perdut" que va ser vist al Japó durant la primera emissió de la sèrie. A causa del contingut violent de la sèrie, dels 26 episodis només 12 es van emetre a TV oberta, de manera que per completar una temporada de 13 es va crear un capítol extra que consistia en diferents clips d'episodis anteriors, amb les veus dels personatges filosofant sobre diferents temes.